# Кунигунда Швабская (королева Чехии)
Кунигунда Швабская (нем. Kunigunde von Schwaben, чеш. Kunhuta Švábská) или Кунигунда Гогенштауфен (нем. Kunigunde von Staufen, чеш. Kunhuta Štaufská; февраль/март 1202 — 13 сентября 1248) — третья дочь Филиппа Швабского и Ирины Ангелины. В замужестве — королева Чехии.

## Жизнь
Кунигунда осиротела в 1208 году. Вскоре она переехала в Прагу, где жил её жених Вацлав — старший выживший сын чешского короля Пршемысла Отакара I и его второй женой Констанции Венгерской. (Констанция была дочерью короля Венгрии Белы III и Агнессы Антиохийской). В 1224 году Кунигунда вышла замуж за Вацлава. Они были коронованы в 1228 году.
В 1230 году Вацлав сменил своего отца на троне короля Чехии, а Кунигунда стала королевой-консортом. По всей видимости королева не участвовала в политике; она основала несколько монастырей.
Когда бездетный брат Вацлава Пршемысл, маркграф Моравии, умер в 1239 году, сыновья Вацлава и Кунигунды стали единственным шансом на выживание дома Пршемысловичей. Первенец Владислав умер в 1247 году. Его мать оплакивала его меньше, чем его отец, который был убит горем.
В 1248 году недовольные дворяне подговорили младшего сына, Пршемысла, восстать против своего отца. Королева Кунигунда осталась в Праге, где и умерла во время этого восстания 13 сентября 1248 года. Ни её муж, ни сын не присутствовали на её похоронах. Она была похоронена в Анежском монастыре.
Восстание было подавлено и Пршемысл был заключён в тюрьму своим отцом, но вскоре был освобождён.

## Дети
У Вацлава и Кунигунды было пятеро детей:
- Владислав, маркграф Моравии (ок. 1228 — 3 января 1247)
- Пршемысл Отакар II, король Чехии (ок. 1230 — 26 августа 1278)
- Божена (ок. 1231 — 27 мая 1290), замужем за Оттоном III, маркграфом Бранденбургским
- Анежка (ум. 10 августа 1268), замужем за Генрихом III, маркграфом Мейсенским
- Венцеслава, умерла в младенчестве